# Stazione di Serravalle Scrivia
La stazione di Serravalle Scrivia è una fermata ferroviaria posta sulla linea Torino-Genova. Serve il centro abitato di Serravalle Scrivia.

## Storia
La sua origine è collegata all'apertura della tratta ferroviaria, proveniente da Alessandria e Novi Ligure, avvenuta il 10 febbraio 1852 fino ad Arquata.
Nel 1937 assunse la denominazione di "Serravalle Libarna", tornando nel 1947 alla denominazione di "Serravalle Scrivia".
Nel 2006 è stata declassata a fermata.

## Strutture e impianti
Per quello che riguarda la classificazione commerciale delle stazioni operata da RFI, questa la considera di categoria silver.

## Movimento
La stazione è servita principalmente da treni regionali lungo la direttrice Torino-Genova.

## Servizi
La stazione, che RFI classifica nella categoria bronze, dispone dei seguenti servizi:
- Bar
- Servizi igienici

## Interscambi
Presso la stazione sono attuati i seguenti interscambi:
- Fermata autobus